# Marcos Pirchio
Marcos Emiliano Pirchio (Casilda, Provincia de Santa Fe, Argentina; 25 de enero de 1986) es un exfutbolista argentino. Jugaba como delantero y su primer equipo fue Estudiantes de La Plata. Su último club antes de retirarse fue Alumni de la Liga Casildense de Fútbol.
Actualmente se dedica a la representación de jugadores.

## Clubes
| Club                        | País           | Año       |
| --------------------------- | -------------- | --------- |
| Estudiantes de La Plata     | Argentina      | 2006-2008 |
| Olimpo de Bahía Blanca      | Argentina      | 2008-2009 |
| Deportivo Quito             | Ecuador        | 2009-2010 |
| Unión de Santa Fe           | Argentina      | 2010      |
| Everton                     | Chile          | 2011      |
| Gimnasia y Esgrima de Jujuy | Argentina      | 2011-2012 |
| Macará                      | Ecuador        | 2012      |
| Colorado Rapids             | Estados Unidos | 2013      |
| Colorado Rapids Reserves    | Estados Unidos | 2013      |
| Macará                      | Ecuador        | 2013      |
| Sanna Khánh Hòa             | Vietnam        | 2014      |
| Guaraní Antonio Franco      | Argentina      | 2014      |
| All Boys                    | Argentina      | 2015      |
| Wilstermann                 | Bolivia        | 2016      |
| Ayacucho FC                 | Perú           | 2017      |
| Royal Pari                  | Bolivia        | 2018      |
| Alumni de Casilda           | Argentina      | 2019      |

### Estadísticas
- Actualizado al 30 de junio de 2018

| Club                                | Div.                | Temporada           | Liga | Liga | Copa Nacional | Copa Nacional | Copa Internacional | Copa Internacional | Total | Total |
| Club                                | Div.                | Temporada           | PJ   | G    | PJ            | G             | PJ                 | G                  | PJ    | G     |
| ----------------------------------- | ------------------- | ------------------- | ---- | ---- | ------------- | ------------- | ------------------ | ------------------ | ----- | ----- |
| Estudiantes (LP) Argentina          |                     |                     |      |      |               |               |                    |                    |       |       |
| 1.ª                                 | 2005/06             | 1                   | 0    | -    | -             | -             | -                  | 1                  | 0     |       |
| 1.ª                                 | 2006/07             | 0                   | 0    | -    | -             | -             | -                  | 0                  | 0     |       |
| 1.ª                                 | 2007/08             | 14                  | 0    | -    | -             | 1             | 1                  | 15                 | 1     |       |
| Total                               | Total               | 15                  | 0    | -    | -             | 1             | 1                  | 16                 | 1     |       |
| Olimpo Argentina                    |                     |                     |      |      |               |               |                    |                    |       |       |
| 2.ª                                 | 2008/09             | 28                  | 9    | -    | -             | -             | -                  | 28                 | 9     |       |
| Total                               | Total               | 28                  | 9    | -    | -             | -             | -                  | 28                 | 9     |       |
| Deportivo Quito · Ecuador           |                     |                     |      |      |               |               |                    |                    |       |       |
| 1.ª                                 | 2009                | 16                  | 5    | -    | -             | -             | -                  | 16                 | 5     |       |
| 1.ª                                 | 2010                | 14                  | 2    | -    | -             | 6             | 0                  | 20                 | 2     |       |
| Total                               | Total               | 30                  | 7    | -    | -             | 6             | 0                  | 36                 | 7     |       |
| Unión Argentina                     |                     |                     |      |      |               |               |                    |                    |       |       |
| 2.ª                                 | 2010/11             | 10                  | 2    | -    | -             | -             | -                  | 10                 | 2     |       |
| Total                               | Total               | 10                  | 2    | -    | -             | -             | -                  | 10                 | 2     |       |
| Everton · Chile                     |                     |                     |      |      |               |               |                    |                    |       |       |
| 2.ª                                 | 2011                | 10                  | 3    | -    | -             | -             | -                  | 10                 | 3     |       |
| Total                               | Total               | 10                  | 3    | -    | -             | -             | -                  | 10                 | 3     |       |
| Gimnasia (J) Argentina              |                     |                     |      |      |               |               |                    |                    |       |       |
| 2.ª                                 | 2011/12             | 22                  | 5    | 1    | 0             | -             | -                  | 23                 | 5     |       |
| Total                               | Total               | 22                  | 5    | 1    | 0             | -             | -                  | 23                 | 5     |       |
| Macará · Ecuador                    |                     |                     |      |      |               |               |                    |                    |       |       |
| 1.ª                                 | 2012                | 18                  | 6    | -    | -             | -             | -                  | 18                 | 6     |       |
| 1.ª                                 | 2013                | 9                   | 1    | -    | -             | -             | -                  | 9                  | 1     |       |
| Total                               | Total               | 27                  | 7    | -    | -             | -             | -                  | 27                 | 7     |       |
| Colorado Rapids Estados Unidos      |                     |                     |      |      |               |               |                    |                    |       |       |
| 1.ª                                 | 2013                | 0                   | 0    | -    | -             | -             | -                  | 0                  | 0     |       |
| Total                               | Total               | 0                   | 0    | -    | -             | -             | -                  | 0                  | 0     |       |
| Colorado Rapids Res. Estados Unidos |                     |                     |      |      |               |               |                    |                    |       |       |
| 2.ª                                 | 2013                | 2                   | 0    | -    | -             | -             | -                  | 2                  | 0     |       |
| Total                               | Total               | 2                   | 0    | -    | -             | -             | -                  | 2                  | 0     |       |
| Sanna Khánh Hòa Vietnam             |                     |                     |      |      |               |               |                    |                    |       |       |
| 2.ª                                 | 2014                | ?                   | ?    | -    | -             | -             | -                  | ?                  | ?     |       |
| Total                               | Total               | ?                   | ?    | -    | -             | -             | -                  | ?                  | ?     |       |
| Guaraní Antonio Franco Argentina    |                     |                     |      |      |               |               |                    |                    |       |       |
| 2.ª                                 | 2014                | 6                   | 0    | -    | -             | -             | -                  | 6                  | 0     |       |
| Total                               | Total               | 6                   | 0    | -    | -             | -             | -                  | 6                  | 0     |       |
| All Boys Argentina                  |                     |                     |      |      |               |               |                    |                    |       |       |
| 2.ª                                 | 2015                | 32                  | 5    | 1    | 1             | -             | -                  | 33                 | 6     |       |
| Total                               | Total               | 32                  | 5    | 1    | 1             | -             | -                  | 33                 | 6     |       |
| Wilstermann · Bolivia               |                     |                     |      |      |               |               |                    |                    |       |       |
| 1.ª                                 | 2015/16             | 15                  | 2    | -    | -             | -             | -                  | 15                 | 2     |       |
| 1.ª                                 | 2016/17             | 18                  | 4    | -    | -             | 2             | 0                  | 20                 | 4     |       |
| Total                               | Total               | 33                  | 6    | -    | -             | 2             | 0                  | 35                 | 6     |       |
| Ayacucho FC · Perú                  |                     |                     |      |      |               |               |                    |                    |       |       |
| 1.ª                                 | 2017                | 18                  | 2    | -    | -             | -             | -                  | 18                 | 2     |       |
| Total                               | Total               | 18                  | 2    | -    | -             | -             | -                  | 18                 | 2     |       |
| Royal Pari · Bolivia                |                     |                     |      |      |               |               |                    |                    |       |       |
| 1.ª                                 | 2018                | 10                  | 1    | -    | -             | -             | -                  | 10                 | 1     |       |
| Total                               | Total               | 10                  | 1    | -    | -             | -             | -                  | 10                 | 1     |       |
| Total en su carrera                 | Total en su carrera | Total en su carrera | 243  | 47   | 2             | 1             | 9                  | 1                  | 254   | 49    |

## Palmarés

### Campeonatos nacionales
| Título           | Club                    | País      | Año  |
| ---------------- | ----------------------- | --------- | ---- |
| Primera División | Estudiantes de La Plata | Argentina | 2006 |
| Serie A          | Deportivo Quito         | Ecuador   | 2009 |
| Primera División | Wilstermann             | Bolivia   | 2016 |

### Otros logros
| Título                     | Club              | País      | Año  |
| -------------------------- | ----------------- | --------- | ---- |
| Ascenso a Primera División | Unión de Santa Fe | Argentina | 2011 |
| Ascenso a la V.League 1    | Sanna Khánh Hòa   | Vietnam   | 2014 |